# 付先财
付先财（1959年?－），中国湖北省秭归县茅坪镇杨贵店村村民，三峡移民代表之一。

## 经历
1993年，因为三峡工程，付先财等搬迁到茅坪镇。由于政府允诺的补偿资金，一直远远没有到位，付先财开始通过上访、上诉、集体签名等各种途径，希望可以解决问题，但收效不佳，反而导致多名参与者被政府拘留、判刑。付先财则被公安局、黑社会威胁、骚扰过多次。
2006年5月19日，付先财接受德国电视一台(ARD) 采访，透露了三峡移民没有得到合理的安置赔偿。6月8日他被秭归县公安局治安大队长王先奎传唤，王先奎向他询问了德国记者采访他的情况，并警告他不要再接触外国记者、不要再上诉。随后在付先财回家的路上，被暴徒用棍击倒昏迷。数十分钟后有路人将其唤醒，随后他被送往秭归县医院。经检查，他被诊断为"颈椎骨折"，胸部以下失去知觉。医生建议尽快手术，但付先财无力支付昂贵的手术费。
德国媒体迅速报道了此事，引起德国舆论关注，德国政府对付先财在接受德语媒体采访后受到殴打表示严重关注，德国外交部发言人耶格尔称，德国政府希望中国政府能够向付先财提供必要的医疗保证。中国外交部6月15日表示，将会调查付先财受到袭击的案件。
在德国驻华大使馆人员将六万元人民币的治疗费送到后，6月18日，付先财接受了两个小时的手术。此后德国媒体又曾送来经济援助，以帮助付先财可以继续接受治疗。
秭归县公安局后来展开调查，7月26日通知付先财家人调查结果：付先财是"自己摔伤，因而不构成刑事案件"。但他们拒绝提供做出此鉴定的法医姓名及伤情鉴定机构的名称。
有媒体报道，在付先财住院期间，付先财及其亲属曾被监控骚扰，警察甚至曾阻止德国媒体前往探视。